# Le Jeu de la vérité (pièce de théâtre)
Pour les articles homonymes, voir Le Jeu de la vérité.
Le Jeu de la vérité est une pièce de théâtre de Philippe Lellouche, mise en scène par Marion Sarraut et représentée de juillet à décembre 2005 au Théâtre Tristan Bernard. Cette comédie met en scène Vanessa Demouy, David Brécourt, Christian Vadim et Philippe Lellouche.

## Argument
L'histoire est celle de trois copains de lycée quadragénaires qui se voient régulièrement pour dîner. Un soir, une quatrième personne est invitée, la fille dont tous les trois étaient amoureux au lycée. Commence alors une partie du Jeu de la vérité où questions indiscrètes, piques acerbes et révélations fusent.
La pièce est éditée aux éditions Art & Comédie (2007) et sortie en DVD.